# Columnea mastersonii
Columnea mastersonii là một loài thực vật có hoa trong họ Tai voi. Loài này được (Wiehler) L.E.Skog & L.P.Kvist mô tả khoa học đầu tiên năm 1997.